# Forbidden Lover (ELEKITER ROUND 0のアルバム)
『Forbidden Lover』（フォービドゥン・ラヴァー）は、ELEKITER ROUND 0の4枚目のミニアルバム。2013年1月23日にマリン・エンタテインメントから発売された。

## 概要
初回限定盤、通常盤ともにボーナストラックとしてデュエット曲のソロバージョンを収録。
初回限定盤には2012年8月4日に開催された1st.ワンマンライブ「HEAVEN OF NOISE」のライブ映像が収録されたDVDが同梱されている。

## 収録曲
1. 孤独の太陽 [4:00]
作詞：tadd、作曲・編曲：西岡和也
2. Loveless Diva [4:10]
作詞：立花慎之介、作曲・編曲：黒川陽介
3. 月夜の仮面舞踏会～Masquerade～ [5:00]
作詞：日野聡、作曲・編曲：磯江俊道
4. Lucifer [4:22]
作詞：tadd、作曲・編曲：磯江俊道

DVD
- 初回限定盤のみに同梱。

1. 1st.ワンマンライブ「HEAVEN OF NOISE」